# Gustav Franz Viktor Brill
Gustav Franz Viktor Brill (* 7. Februar 1853 in Eschwege; † 25. Mai 1926 ebenda) war ein deutscher Arzt, Sanitätsrat  und Abgeordneter des Provinziallandtages der preußischen Provinz Hessen-Nassau.

## Leben
Gustav Franz Viktor Brill wurde als Sohn des Arztes Jakob Brill und dessen Gemahlin Marie Philippine Emilie Plums geboren. Nach seinem Studium der Medizin ließ er sich als Arzt in Eschwege nieder, betätigte sich politisch und wurde Mitglied des Kreisausschusses in Eschwege. Am 23. April 1914 wurde er nahezu einstimmig in den Kurhessischen Kommunallandtag des preußischen Regierungsbezirks Kassel gewählt. Er trat die Nachfolge des Abgeordneten Julius Döhle an und war auch im Provinziallandtag der Provinz Hessen-Nassau als Abgeordneter tätig. Wegen seiner gesundheitlichen Probleme lehnte er 1915 eine Wiederwahl ab und legte sein Mandat am 11. Januar 1916 nieder.